# Кастро, Факундо Исмаэль
Факу́ндо Исмаэ́ль Ка́стро Со́уто (исп. Facundo Ismael Castro Souto; родился 22 января 1995 года, Монтевидео) — уругвайский футболист, полузащитник клуба «Палестино».

## Клубная карьера
Кастро — воспитанник клуба «Дефенсор Спортинг». 20 апреля 2014 года в матче против «Эль Танке Сислей» он дебютировал в уругвайской Примере. 18 мая в поединке против столичного «Ривер Плейта» Факундо забил свой первый гол за «Дефенсор».

## Международная карьера
В начале 2015 года Кастро в составе молодёжной сборной Уругвая стал бронзовым призёром домашнего молодёжном чемпионате Южной Америки. На турнире он сыграл в матчах против команд Венесуэлы, Чили, Перу, Парагвая, Аргентины, дважды Колумбии и Бразилии.
Летом того же года Факундо принял участие в молодёжном чемпионате мира в Новой Зеландии. На турнире он сыграл в матчах против сборных Сербии, Мексики, Мали и Бразилии.
В 2015 году Кастро стал победителем Панамериканских игр в Канаде. На турнире он сыграл в матчах против Тринидада и Тобаго, Парагвая, Бразилии и Мексики.

## Достижения
Международные
 Уругвай (до 20)
- Молодёжный чемпионат Южной Америки — 2015

 Уругвай (до 22)
- Панамериканские игры — 2015